# Jianhua (köping i Kina, Inre Mongoliet)
Jianhua (kinesiska: 建华, 建华镇) är en köping i Kina. Den ligger i den autonoma regionen Inre Mongoliet, i den norra delen av landet, omkring 860 kilometer öster om regionhuvudstaden Hohhot. Antalet invånare är 33974. Befolkningen består av 16 689 kvinnor och 17 285 män. Barn under 15 år utgör 16,0 %, vuxna 15-64 år 78 %, och äldre över 65 år 5,0 %.
Genomsnittlig årsnederbörd är 542 millimeter. Den regnigaste månaden är juli, med i genomsnitt 138 mm nederbörd, och den torraste är januari, med 3 mm nederbörd.